# 돌려차기

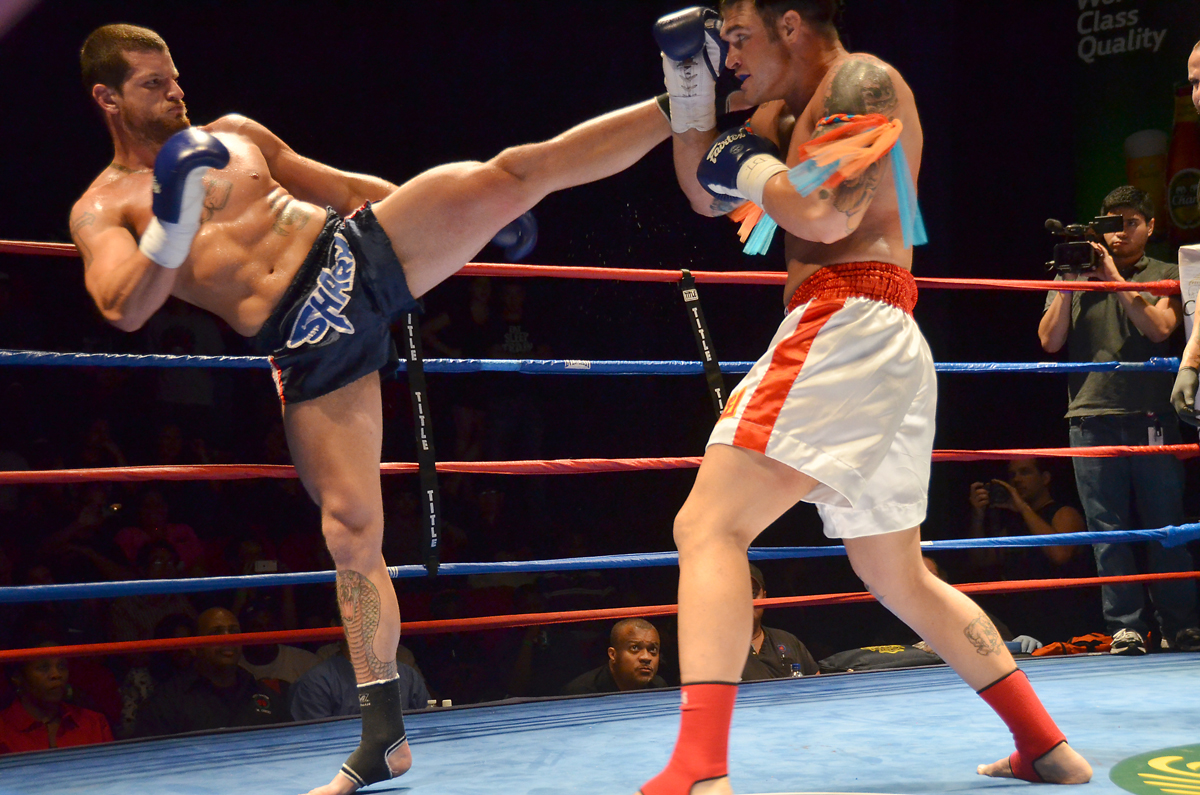
돌려차기

돌려차기는 격투기, 무술에서 공격자가 반원 형태의 움직임으로 다리를 돌려 다리나 발로 걷어차는 기술이다. 즉, 허리를 돌린 후 다리를 옆에서 돌려 위 발바닥, 발등이나 정강이 등으로 상대의 복부, 다리, 팔, 머리 등을 발로 걷어찬다. 가라테 · 일본 권법 · 중국 무술 · 소림사 권법 · 태권도 · 무에타이 · 킥복싱 · 카포 등 발차기를 하는 대부분의 격투기에서 사용되고 있다.

## 같이 보기
- 발차기
- 장클로드 반담
- 척 노리스